# بيدرو كابرال
بيدرو كابرال هو لاعب اتحاد الرغبي برتغالي، ولد في 29 يونيو 1983 في لشبونة في البرتغال.